# Kénitra Athletic Club
Pour les articles homonymes, voir Kac.
Maillots
Le Kénitra Athletic Club en (berbère : ⵇⵏⵉⵟⵕⴰ ⴰⵜⵍⵉⵜⴽ et en arabe : النادي الرياضي القنيطري), plus couramment abrégé en KAC, est un club omnisports marocain dont sa section de football est la plus populaire. Fondé le 5 décembre 1938 par des marocains nationalistes mené à leurs têtes par feu haj Seddik Lamkensi à l'ancienne médina de la ville de Port-lyautey (Kénitra actuellement).
Champion du Maroc de la Botola Pro1 en 4 reprises, vainqueur de la Supercoupe marocaine en 1960 et de l'édition 1960/61 de la Coupe du Trône et détenteur de la Coupe de la Ligue du Gharb lors de la saison 1941/42, le KAC a dût réalisé des beaux exploits pendant son parcours footballistique. Il évolue actuellement en Botola Pro2.

## Histoire

### Les débuts du club
La création du Kénitra Athletic Club remonte à l'époque du protectorat français en Empire chérifien par des nationalistes marocains menés par Seddik Mkinsi et Ahmed Souiri, exactement le 5 décembre 1938. Constitué exclusivement de joueurs marocains, le club entama sa première année en 1re Division Amateurs (équivalant de D3) puis accéda à la seconde division (appelée Division Pré-honneur) et ensuite réussit la montée en élite en 1956.
En 1959, le club est pris en charge par Ahmed Souiri, un connaisseur hors pair du football, qui devient pour le KAC une sorte de père spirituel. La saison suivante, le club réalisa son unique doublé national en remportant son premier titre de championnat et son unique titre de supercoupe. Un an plus tard, il ajouta à son palmarès sa première coupe du Trône, en 1961.

### Années 1970: La belle époque

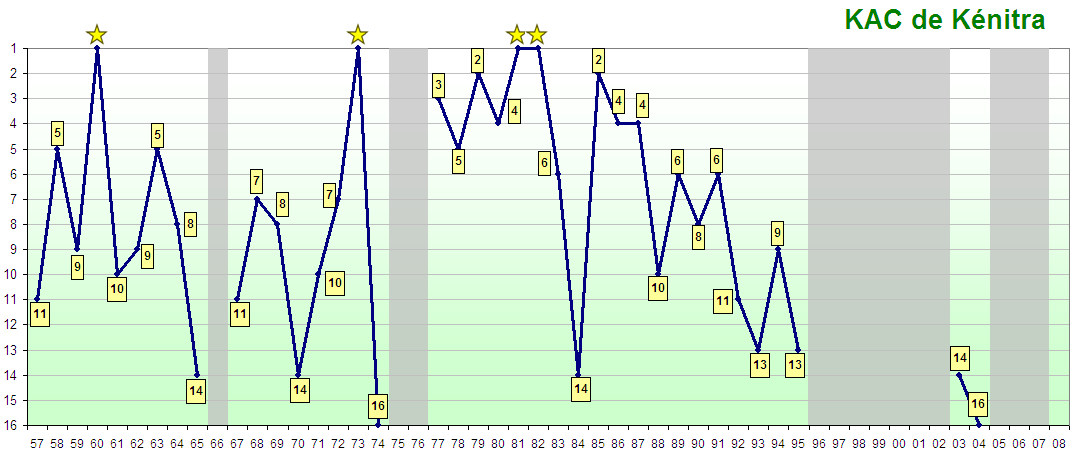
Classements du KAC en GNF 1 depuis 1956

Durant les années 1970, le KAC comptait plusieurs joueurs internationaux, notamment Mohamed Rhiad, Boujemaâ Benkhrif, et d’autres, toujours sous la conduite d'Ahmed Souiri. Cette formation remporta le deuxième titre de championnat dans l'histoire des Verts en 1972.
Une année après le sacre au championnat, l'entraîneur ibérique de l'époque, Vegas, lança plusieurs juniors dans le bain tels qu'Aziz Bouâbid, Hamid Lbsaili, Abdellatif Houmama, Khalifa Laâbd, Norredine Bouyahyaoui, et Mohamed Boussati. Cependant, cette expérience tourna mal et le club fut rétrogradé en fin de la saison 1973/74 en deuxième division.
Après cette déroute, plusieurs joueurs quittèrent le club, permettant aux jeunes joueurs de devenir titulaires. Cette formation, entraînée par Boujemaa, était même la plus jeune de la 2e division durant la saison 1974/1975. Toutefois, le KAC échoua de peu à accéder à la Division 1 au profit de l'AS Salé.
Durant la saison suivante, la jeune formation tira les leçons de l'année précédente et réussit à remonter en première division. La même année, le KAC, alors en deuxième division, accéda à la finale de la coupe du Trône pour la première fois depuis sept ans, mais chuta face au FUS de Rabat.

### Années 1980: L'apogée du KAC
Les années 1980 constituent une période glorieuse pour le KAC. Durant cette décennie, le club porta très haut les couleurs de la ville de Kénitra et s'affirma comme l'un des grands clubs marocains. Réputé pour avoir l'une des meilleures formations sur le plan national, le KAC comptait plusieurs internationaux, dont six joueurs — Mohamed Boussati, Khalifa Laâbd, Jamal Jebrane, Nkilla, Norredine Bouyahyaoui et Aziz Bouâbid — étaient indiscutablement titulaires dans l'équipe nationale du Maroc. Il est à noter que Mohamed Boussati détient toujours le record du plus grand nombre de buts inscrits en une seule saison en championnat, avec 25 buts lors de la saison 1981-82.
Après avoir remporté deux titres consécutifs de champion (1981 et 1982), le KAC devint en 1983 le premier club marocain à atteindre le stade des quarts de finale de la Coupe d'Afrique des clubs champions depuis la performance des FAR de Rabat en 1968.
En 1984, le club se hissa au sommet du football arabe en atteignant la finale de la Ligue des Champions arabes. La saison suivante, il termina en 2e place du championnat, à un point seulement derrière le Maghreb de Fès.

### Années 1990: Le déclin du club
À l'exception d'une finale de Coupe du Trône perdue en 1991 contre le Kawkab de Marrakech, le KAC n'a jamais retrouvé le niveau de ses années glorieuses. En 1995, en raison de difficultés financières, le club est relégué en 2e division. Il ne remontera parmi l'élite qu'en 2003, pour redescendre de nouveau deux ans plus tard.
Il est à noter qu'en 2000, le club réussit à se hisser jusqu'en demi-finales de la Coupe du Trône, avant de s'incliner face au Majd Al Madina, le vainqueur surprise de la coupe cette année-là.

### Années 2000: Le renouveau
Cette section ne s'appuie pas, ou pas assez, sur des sources secondaires ou tertiaires indépendantes du sujet. Le texte peut contenir des analyses inexactes ou inédites de sources primaires.
Pour l'améliorer, ajoutez-en, ou placez des modèles {{Source secondaire souhaitée}} ou {{Source secondaire nécessaire}} sur les passages mal sourcés. (mai 2022)
En 2006/07, grâce à de jeunes joueurs tels que Tarik Marzouk, Hamada Ouali Alami et Jacques Andersson, le KAC réalise son retour en 1re division sous la présidence de Hakim Doumou et la direction de Mounir Jaouani, un ancien capitaine des Verts ayant passé 20 ans de sa carrière sous le maillot du KAC. Durant cette même saison, les juniors du KAC se qualifient pour la finale du championnat marocain junior.
Les Chevaliers du Sebou entament la saison 2007/2008 en élite avec un effectif relativement jeune, affaibli par le départ du meilleur buteur du club, Tarik Marzouk, transféré au FAR de Rabat, ainsi que de Jacques Andersson. Cependant, l'équipe réalise de grandes performances en début de saison, notamment en battant le champion en titre, l'Olympique de Khouribga, à Kénitra lors de la 2e journée.
Ce retour au premier plan du KAC se manifeste également par la convocation de plusieurs joueurs du club par le sélectionneur national, dont le gardien de but Adil Rezzaki, le latéral droit Hamada et le milieu offensif Karim Eddafi.

## Palmarès
| National | International                                            |
| --- | -------------------------------------------------------- |
| - Botola Pro1 (4) : - Champion : 1959/60, 1972/73, 1980/81 et 1981/82 - Vice-Champion : 1978/79 et 1984/85 - Coupe du Maroc (1) : - Vainqueur : 1960/61 - Finaliste : 1968/69, 1975/76 et 1990/91 - Supercoupe du Maroc (1) : - Vainqueur : 1960 - Finaliste : 1961 - Coupe du Gharb (1) : - Vainqueur : 1942 - Botola Pro2 (2) : - Champion : 1975/76 et 2001/02 - Vice-Champion : 2006/07 - Botola Amt1 (1) : - Champion : 1953/54 | - Coupe des champions de l'UAFA : - Vice-champion : 1984 |

Compétitions amicaux
- Tournoi de Sidi-Kacem (1)
  - Vainqueur : 1965

### Parcours africain
Le KAC a participé pour la première fois à une coupe africaine en 1982, c'était dans le cadre de la Ligue des Champions de la CAF.
CAF Ligue des Champions 1982
| Avril 1982 1er Tour - Aller | RC Kouba | 1–1 | KAC de Kénitra | Stade Mohamed Benhaddad, Alger |
|                             |          |     |                | Spectateurs : 9 000            |

| 25 avril 1982 1er Tour - Retour | KAC de Kénitra | 1–3 | RC Kouba | Stade Municipal, Kénitra |
|                                 |                |     |          | Spectateurs : 11 000     |

CAF Ligue des Champions 1983
| Mars 1983 1er Tour - Aller | KAC de Kénitra | Forfait Benfica | Benfica Bissau | Stade Municipal, Kénitra |  |
|                            |                |                 |                |                          |  |

| Mai 1983 2e Tour Aller | KAC de Kénitra | 4-0 | Hafia FC | Stade Municipal, Kénitra |
|                        |                |     |          | Spectateurs : 13 000     |

| Mai 1983 2e Tour Retour | Hafia FC | 0-0 | KAC de Kénitra | Stade du 28-Septembre, Conakry |
|                         |          |     |                | Spectateurs : 6 000            |

| Septembre 1983 1/4 de finale Aller | KAC de Kénitra | 2-2 | ASC Diaraf | Stade Municipal, Kénitra |
|                                    |                |     |            | Spectateurs : 13 000     |

| Septembre 1983 1/4 de finale Retour | ASC Diaraf | 2-1 | KAC de Kénitra | Stade de l'Amitié, Dakar |
|                                     |            |     |                | Spectateurs : 5 000      |

## Record
Premier club marocain à représenter le pays au Championnat Arabe des clubs en participant à la deuxième édition du tournoi.

## Présidents depuis 1938
Cette section ne s'appuie pas, ou pas assez, sur des sources secondaires ou tertiaires indépendantes du sujet. Le texte peut contenir des analyses inexactes ou inédites de sources primaires.
Pour l'améliorer, ajoutez-en, ou placez des modèles {{Source secondaire souhaitée}} ou {{Source secondaire nécessaire}} sur les passages mal sourcés. (mai 2022)
- Seddik M'kinsi
- Abdelkader Sbai (Tanto)
- Ahmed Souiri
- Abderahmmane M'kinsi
- Mohammed Temsamani
- Moulay Ahmed Ouadghiri
- Mohammed Benjelloun
- Ahmed Benkirane
- Mohammed Bouaazaoui
- Haitof Elghazi Afrani
- Mohammed Doumou (1975 - 2000)
- Mohammed El Harrati
- Mohammed Al Moutawakkil
- Houcine Benmoussa
- Khalil Sebbar
- Benaissa Akrouch
- Hakim Doumou (2006 - 2011)
- Mohammed Chibar
- Anass Bouanani
- Mohamed Haloui (2014-2016)
- Zeaf Abdelouadoud

## Anciens entraîneurs[5]
| - Mounir Jaouani - A. Kedmirri - A. Loukhmirri - Ahmed Souiri - F. Vegas - M. El Ammari - Boujemaâ Benkhrif - Virgil Popescu | - O. Ladislav - A. Zalay - B. El Ghalemi - Mircea Dridea - A. Greco - P. Mendez - Y. Kadda - Mohamed Boussati | - M. Bouâbid - M. Rhiad - M. Belhassan - Robert Muller - Nedjm Eddine Belayachi - Zoran Vujović - J. Chadli - Mohamed Baltam - Abdelkader Youmir - Rachid Taoussi - F. Sahabi - Jamal Jebrane - Oscar Fulloné - Abdelkhalek Louzani - Hicham El Idrissi - Boualem Mankour - Oscar Fulloné |

## Sponsors Maillots
- Sponsor principal : Koutoubia, entreprise agroalimentaire marocaine ; contrat signé en septembre 2007 pour une durée de 2 ans et d'une valeur de 500.000 DH/an[6].
- Deuxième sponsor : SMI, entreprise marocaine opérant dans l'immobilier ; contrat signé en mars 2014.

### Chronologie
- 2007-2008 : Koutoubia, Super Cérame
- 2008-2009 : Koutoubia, Jet Sakane, Sarson Sports
- 2009-2010 : Koutoubia, Sarson Sports
- 2010-2011 : Koutoubia, Facop Peintures, Sport Plus
- 2011-2012 : Koutoubia
- 2012-2013 : Koutoubia
- 2013-2014 : Koutoubia, SMI
- 2014-2015 : zaid saiddi

## Résultats financiers
En MAD (1 Euro = 11,34 MAD en 2008)
|          | 2006/07      | 2007/08       | 2008/09      | 2009/10       |
| -------- | ------------ | ------------- | ------------ | ------------- |
| Recettes | 5 144 236,84 | 9 464 341,50  | 9 056 362,00 | 13 103 765,27 |
| Dépenses | 4 836 025,73 | 11 431 196,94 | 9 137 818,00 | 13 114 849,17 |
| Solde    | +208 211,11  | -1 966 855,44 | -81 456,00   | -11 083,90    |